# Antwerps uiltje

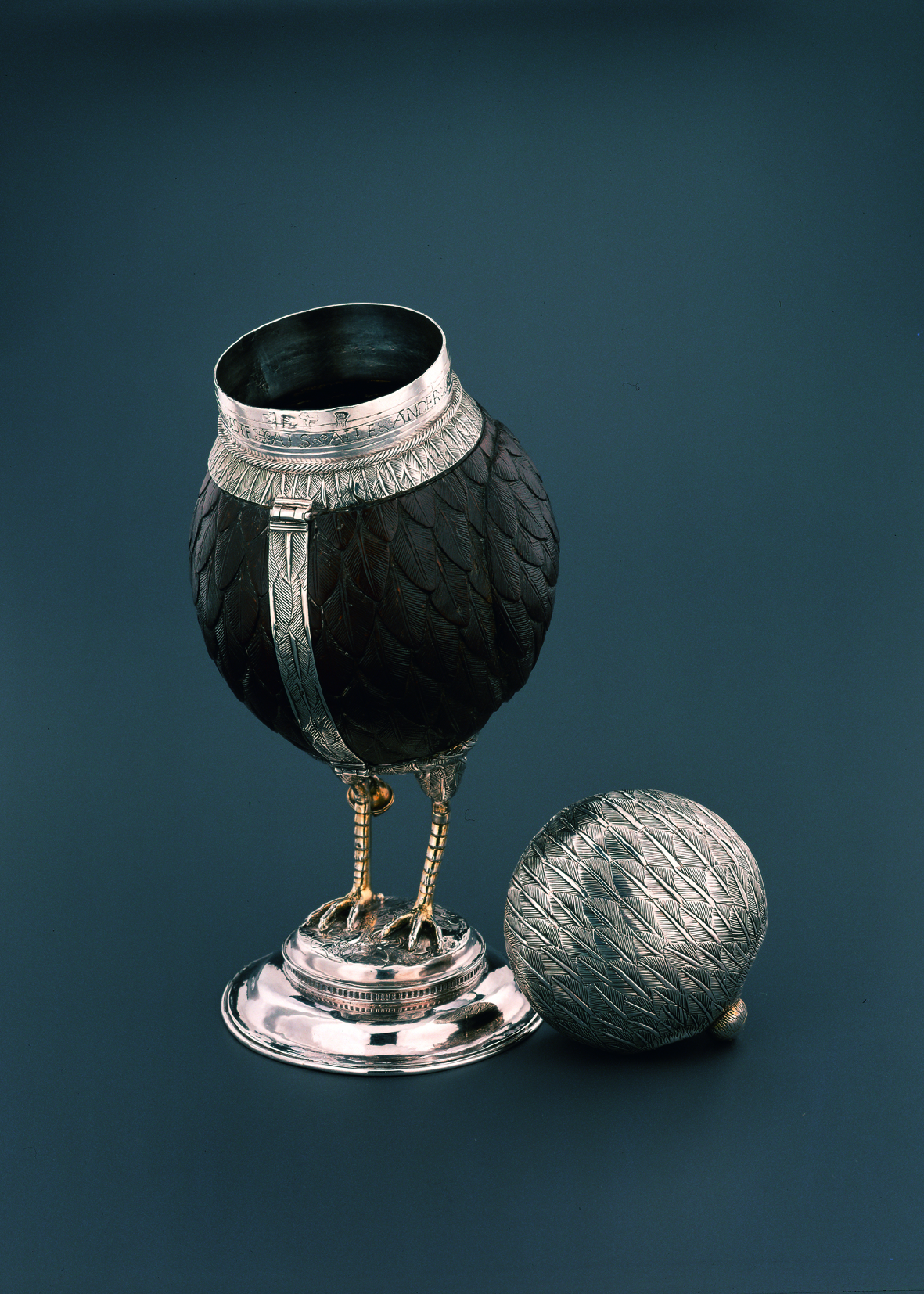
Anoniem, Antwerps Uiltje (16e eeuw), foto: Hughes Dubois. Opengeschroefde uilenbeker met inscriptie zichtbaar op het lid

Het Antwerps uiltje is een uilenbeker door de hand van de Meester met Pelikaan en valt te dateren tussen 1548 - 1549. Het werk is vervaardigd uit kokosnoot en zilver en heeft de vorm van een uil. Op de beker is een merkteken terug te vinden in de vorm van een hand. Deze verwijst naar de legende van Brabo waardoor men weet dat de beker in Antwerpen werd vervaardigd. De vermelde jaartallen - 1548 en 1549 - geven aan dat dit uiltje dateert uit de gouden periode van Antwerpen.

## Context
Tijdens de renaissance waren bekers in de vorm van dieren in de Nederlanden en de Germaanse gebieden zowel sier- als gebruiksvoorwerpen en werden verzameld door liefhebbers van curiosum en kwamen in een kunstkabinet of op een buffetkast terecht.
Uilenbekers zijn drinkbekers die gemaakt zijn in de vorm van een uil. Deze bekers waren tijdens de zestiende en zeventiende eeuw bijzonder populair in de Nederlanden en Duitstalige gebieden. Deze bekers werden vaak uit handen gegeven als trofee bij schutterswedstrijden of geschenk zoals een huwelijksgift. Omwille van de exotische en edele materialen waren deze objecten pronkstukken voor de eigenaar en een bevestiging van hun sociale status. Veel van deze stukken kwamen daarom terug in de rariteiten- en pronkkabinetten van de eigenaar. Uilenbekers vervaardigd uit zilver waren ooit heel erg populair maar vandaag vindt men er slechts nog een zestigtal terug. Enkel een dertigtal hieronder zijn zoals deze in kokosnoot gevat. Hierdoor is dit object een bijzonder zeldzaam en goed bewaard exemplaar.
Op de liprand verborgen onder de kop vindt men het opschrift Als alle fogels sin thoe neste, so is min flige beste (als alle vogels in hun nesten slapen, vlieg ik het best) terug en is een verwijzing naar oude Duitse en Nederlandse liedboeken en meer specifiek uit een minneklacht van een jongeman die uit kwaadsprekerij zijn geliefde verliest. De tekst komt op verschillende zestiende-eeuwse uilenbekers voor en kan men los vertalen als: 'Liggen alle andere vogels in hun nest, dan vlieg ik het best.'. Deze inscriptie verwijst naar het gebruik van de beker om drank te consumeren, dit zowel uit de kop als uit de romp. Het overmatig consumeren van alcoholische dranken wordt geassocieerd met braakballen van de uil. Hierdoor staat de uil niet enkel symbool voor wijsheid (attribuut van Athena) maar ook voor de niet in te perken drankzucht. De uil uit hier zijn liefde voor de nachtegaal. Of er ooit uit deze beker is gedronken, is niet zeker.
Om uit de beker te drinken, kon men de zilveren kop losdraaien en drinken, zowel uit de kop als uit de beker. De kokosnoot is gevat in een montuur van zilver. De uilenbeker rust op een getrapt voetstuk waarop de twee gedeeltelijk vergulde zilveren poten rusten. Aan de rechter poot van de uil is een belletje bevestigd. Een verenpatroon versiert de kokosnoot.

## Antwerpse meester
De naam van de maker is onbekend maar werd toegeschreven aan de Meester van de Pelikaan. Zijn meesterteken, een pelikaan met jong is te zien op het uiltje en het is haast zeker dat de beker in een rariteitenkabinet te zien was. De productie van het werk situeert zich omstreeks de eerste van de 16e eeuw. Het is ook tijdens deze periode dat de stad Antwerpen floreerde waardoor de productie van de plaatselijk zilversmeden van hoge kwaliteit was. Deze bloei stimuleerde ook de import van exotische producten zoals kokosnoot. Andere merktekens zijn:
- P in een rechthoek (Antwerpen, 1548-1549)
- Een pelikaan in een schild. (verwijst naar de Meester met Pelikaan)
- Gekroonde hand (situeert het werk in Antwerpen omstreeks 1548)1549).
- V in een gekroond schild in een uitgesneden omlijsting (verwijst naar Nederland.)

De jaartallen 1548-1549 en het hand verwijzen naar de Antwerpse legende van Brabo die de hand van de reus Antigoon afhakte en in de Schelde wierp. Hierdoor kunnen we de beker met zekerheid in Antwerpen situeren.
De uilenbeker bestaat zowel uit Kokosnoot als zilver, beiden exotisch en edele producten in de tijd van vervaardiging. Deze uilenbeker rust op een getrapt voetstuk en de staart en de stuit van de vogel zijn vervaardigd uit zilver. De poten zijn gedeeltelijk verguld en achteraan een van de poten is een belletje bevestigd. Het lichaam van de uil is vervaardigd uit kokosnoot waarin een verfijnd verenpatroon is gesneden.

## Geschiedenis
In 2002 werd het Antwerps uiltje door het Erfgoedfonds van de Koning Boudewijnstichting aangekocht. Het werk dat eerder te bewonderen was in het Zilvermuseum Sterckshof wordt nu tentoongesteld in het DIVA te Antwerpen.